# Peticija zoper cenzuro in politične pritiske na novinarje v Sloveniji
Peticija zoper cenzuro in politične pritiske na novinarje v Sloveniji je bila stanovska peticija, ki jo je podpisalo 571 slovenskih novinarjev in s katero so opozorili na domnevno medijsko cenzuro v času vlade Janeza Janše.
Pobudnika peticije sta bila Blaž Zgaga (Večer) in Matej Šurc (Radio Slovenija), ki sta peticijo sestavila 6. septembra 2007; podpise pa sta pričela zbirati 10. septembra, nakar pa je bila 26. septembra peticija javno objavljena v medijih ter istočasno poslana 320 naslovnikom v Sloveniji in tujini. Do 22. septembra je peticijo podpisalo 438 novinarjev. Do 16. oktobra 2007, ko sta Zgaga in Šurc predala peticijo tudi predsedniku državnega zbora Francetu Cukjatiju, je peticijo podpisalo 571 novinarjev.
Peticija je bila ena odmevnejših političnih zgodb leta 2007. Med drugim jo je javno podprl takratni predsednik države Janez Drnovšek, vlada pa je zapisane očitke zavrnila v sporočilu za javnost. Javnega posmeha med nasprotniki je bilo deležno dejstvo, da so med podpisniki tudi člani uredništev revij, kot je Ciciban; ti so pojasnili, da je bil podpis zgolj izraz solidarnosti do stanovskih kolegov. Šest državljanov, večinoma članov stranke SDS, je zoper podpisnike februarja 2008 vložilo celo kazensko ovadbo zaradi »obrekovanja in sramotitve države«.

## Podpisniki peticije
1. Matej Šurc, Radio Slovenija
2. Igor Mekina, Dnevnik
3. Matjaž Kranjec, Hopla
4. Boris Čibej, Delo
5. Saša Vidmajer, Delo
6. Damijan Slabe, Delo
7. Veso Stojanov, Delo
8. Matija Grah, Delo
9. Boštjan Tadel, Marketing Magazin
10. Miha Jenko, Delo
11. Rajka Pervanje, Radio Slovenija
12. Sandi Frelih, Radio Slovenija
13. Blaž Zgaga, Večer
14. Helena Milinkovič, TV Slovenija
15. Sandra Brecl Brankovič, Radio Slovenija
16. Nika Repovž, Radio Slovenija
17. Uroš Kokošar, Radio Slovenija
18. Snežana Ilijaš, Radio Slovenija
19. Simona Rakuša, TV Slovenija
20. Ksenija Horvat, TV Slovenija
21. Robert Škrjanc, Radio Slovenija
22. Rok Praprotnik, Dnevnik
23. Peter Kolšek, Delo
24. Matjaž Frangež, TV Slovenija
25. Biljana Vučenovič, Radio Slovenija
26. Slavko Fras, upokojeni novinar
27. Emil Lukančič, Mori Tisk, agencija Morel
28. Maja Cestnik, TV Slovenija
29. Simon Tecco, samostojni novinar
30. Marko Pečauer, Delo
31. Brane Jerman, Radio Slovenija
32. Rok Pintar, Radio Slovenija
33. Živa Trček, Radio Slovenija
34. Aleš Smrekar, Radio Slovenija
35. Izidor Grošelj, Radio Slovenija
36. Janina Jenko, Radio Slovenija
37. Vanja Pirc, Mladina
38. Jure Trampuš, Mladina
39. Špela Novak, Radio Slovenija
40. Jelka Šutej Adamič, Delo
41. Matjaž Trošt, Radio Slovenija
42. Domen Caharijas, Dnevnik
43. Jože Jerman, Večer
44. Borut Mekina, Mladina
45. Nataša Štefe, Radio Slo./Val 202
46. Rok Valenčič, Radio Slovenija
47. Borut Mehle, Dnevnik
48. Martin Tomažin, TV Slovenija
49. Goran Tenze, Radio Slovenija
50. Denis Sarkić, Vest
51. Veronika Gnezda, Radio Slo./Val 202
52. Tomaž Gerden, Radio Slovenija
53. Niko Robavs, Radio Slovenija
54. Boštjan Lajovic, TV Slovenija
55. Mija Repovž, Delo
56. Janko Lorenci, upokojeni novinar
57. Darja Groznik, Radio Slo./Val 202
58. Boris Žgajnar, Radio Slo./Val 202
59. Andrej Karoli, Radio Slo./Val 202
60. Matej Praprotnik, Radio Slo./Val 202
61. Tadeja Milek, Radio Slo./Val 202
62. Nina Zagoričnik, Radio Slo./Val 202
63. Tina Šrot, Radio Slo./Val 202
64. Rok Kužel, Radio Slo./Val 202
65. Nataša Zanuttini, Radio Slo./Val 202
66. Danila H. Kuplen, Radio Slo./Val 202
67. Janez Čuček, TV Slovenija
68. Bojan Veselinovič, Dnevnik
69. Zoran Senković, Dnevnik
70. Aleš Gaube, Dnevnik
71. Bojan Glavič, Dnevnik
72. Vasja Jager, Večer
73. Ivan Vidic, Večer
74. Branko Maksimovič, Večer
75. Dr. Damijana Žist, Večer
76. Jaka Adamič, Dnevnik
77. Bojan Velikonja, Dnevnik
78. Tanja Keršmanc, Hopla
79. Duša Podbevšek Bedrač, Hopla
80. Zoran Triglav, Hopla
81. Ivan Žitko, Hopla
82. Alenka Brezovnik, Dnevnik
83. Uroš Škerl, Dnevnik
84. Primož Cirman, Dnevnik
85. Miča Vipotnik, Dnevnik
86. Sven Berdon, Dnevnik
87. Matej Povše, Dnevnik
88. Grega Repovž, Mladina
89. Dejan Pušenjak, Delo
90. Jelka Zupanič, Večer
91. Luka Cjuha, Dnevnik
92. Aleksander Lucu, Nedeljski Dnevnik
93. Matija Stepišnik, Večer
94. Nina Razboršek, samostojni novinar
95. Tomi Lombar, Delo
96. Jože Poglajen, Dnevnik
97. Zdenko Matoz, Delo
98. Tina Čuček, POP TV
99. Bojan Gluhak, Primorske novice
100. Danica Petrovič, Primorske novice
101. Tatjana Tanackovič, Dnevnik
102. Jasna Arko, Primorske novice
103. Sonja Ribolica, Primorske novice
104. Cveta Guzej Sabadin, Primorske novice
105. Maja Pertič, Primorske novice
106. Iztok Presl, POP TV
107. Ervin Hladnik Milharčič, Dnevnik
108. Miran Korošec, Radio Slovenija
109. Nevenka Dobljekar, Radio Slovenija
110. Sara Jovič, TV Koper
111. Iztok Umer, Slovenske novice
112. Devana Jovan, Radio Koper
113. Janez Novak, Radio Slovenija
114. Aleš Kocjan, Radio Slovenija
115. Robert Botteri, Mladina
116. Gorazd Utenkar, Delo
117. Špela Kožar, TV Slovenija
118. Marjan Šarec, TV Slovenija
119. Alenka Terlep, Radio Slovenija
120. Milan Vogel, Delo
121. Breda Štivan Bonča, TV Slovenija
122. Maja Žiberna, TV Slovenija
123. Dušan Berne, Radio Slovenija
124. Franci Pavlin, Radio Slovenija
125. Barbara Cujnik, Radio Slovenija
126. Marko Jakopec, Delo
127. Matjaž Albreht, Delo
128. Jani Sever, Vest.si
129. Iztok Jurančič, samostojni novinar
130. Julija Kočar, TV Slovenija
131. Sebastjan Kopušar, Dnevnik
132. Ciril Brajer, Nedeljski Dnevnik
133. Andrej Brstovšek, Dnevnik
134. Janez Mally,  Nedeljski Dnevnik
135. Meta Černoga,  Nedeljski Dnevnik
136. Toni Perič, Direkt
137. Gorazd Suhadolnik, Direkt
138. Gregor Gruber, Direkt
139. Daša Birsa, Direkt
140. Jasmina Haskovič, Direkt
141. Matjaž Rust, Direkt
142. Miloja Bukovec, Direkt
143. Kristina Hočevar, Direkt
144. Miha Lampreht, RTV Slovenija
145. Tanja Starič, TV Slovenija
146. Franco Juri, Dnevnik, Radio KP
147. Venčeslav Japelj, Primorske novice
148. Katja Gleščič, Primorske novice
149. Barbara Verdnik, Primorske novice
150. Vojko Plevelj, Radio Slovenija
151. Vito Divac, Delo
152. Helena Lovinčič, Radio Slovenija
153. Jasna Karlen Kuhar, Ra. Slo., Sweriges Ra.
154. Zdenko Fajdiga, Radio Slovenija
155. Damjan Zorc, Radio Slo./Val 202
156. Mojca Š. Pašek, TV Slovenija
157. Tomaž Zaniuk, Radio Študent
158. Erik Valenčič, Radio Študent
159. Matej Šebenik, Radio Študent
160. Andraž Ravnik, Radio Študent
161. Luka Zagoričnik, Radio Študent
162. Mija Škrabec Arbanas, Radio Slo./Val 202
163. Jana Vidic, Radio Slo./Val 202
164. Blaž Ermenc, Radio Slovenija
165. Luka Robida, Radio Slovenija
166. Urška Boršič, Radio Slovenija
167. Uršula Majcen, Radio Slovenija
168. Dare Milič, Radio Slovenija
169. Luka Petrič, Radio Slovenija
170. Boris Ličof, Radio Slovenija
171. Dušan Milič, Radio Slovenija
172. Sašo Dravinec, Primorske novice
173. Jurij Gustinčič, Mladina, TV Slo.
174. Ines Kočar, TV Slovenija
175. Mitja Meršol, Delo
176. Milka Lužnik Pohar, Radio Slovenija
177. Uroš Volk, Radio Slovenija
178. Jože Bonča, Radio Slovenija
179. Jernejka Drolec, Radio Slovenija
180. Marko Juvan, Direkt
181. Tomi Šujdovič, Direkt
182. Tomaž Skale, Dnevnik
183. Nina Jerman, TV Slovenija
184. Igor Vidmar, TV Slo./Studio City
185. Janko Sarađen, Radio Slovenija
186. Boštjan Vrhovšek, Radio Študent
187. Gregor Kastelic, Radio Študent
188. Igor Krasnik, Radio Študent
189. Urh Ambrož, Radio Študent
190. Nina Kos, Radio Študent
191. Anže Tomič, Radio Študent
192. Tea Golob, Radio Študent
193. Boris Vasev, Radio Študent
194. Primož Vozelj, Radio Študent
195. Lenart J. Kučič, Delo
196. Boris Jež, Delo
197. Boštjan Videmšek, Delo
198. Sergeja Hadner Hvala, POP TV
199. Staša Lozar, POP TV
200. Maja Roš, POP TV
201. Polona Križnar, POP TV
202. Gašper Lubej, POP TV
203. Tadeja Lampret, POP TV
204. Janez Usenik, POP TV
205. Jernej Verbič, POP TV
206. Tomaž Bračko, POP TV
207. Jure Brankovič, POP TV
208. Erika Pečovnik, POP TV
209. Miha Drozg, POP TV
210. Vanda Levstik, POP TV
211. Polona Movrin, POP TV
212. Alenka Arko, POP TV
213. Maja Sodja, POP TV
214. David Jug, POP TV
215. Jani Muhič, POP TV
216. Sabina Francek, TV KP
217. Mojca Petrič Bužan, TV KP
218. Karin Sabadin, TV KP
219. Eugenija Carl, TV KP
220. Boris Maljevac, TV KP
221. Sandi Škvarč, TV KP
222. Edi Mavsar, TV KP
223. Špela Lenardič, TV KP
224. Vesna Potočar, TV KP
225. Helena Pasinato, TV KP
226. Simona Horvat, TV KP
227. Elen Batista Štader, TV KP
228. Mojca Juratovec, TV KP
229. Flavio Dessardo, TV KP
230. Damjana Stamejčič, Delo
231. Brane Piano, Delo
232. Primož Škerl, Delo
233. Alma M. Sedlar, Jana
234. Mojca Grotovnik, Dnevnik
235. Franc Kramer, Večer
236. Jože Skok, Radio Slovenija
237. Rozmari Petek, NT, Radio Celje
238. Nataša Leskovšek, Info TV
239. Branko Stamejčič, NT Radio Celje
240. Tomaž Lukač, TV Celje
241. Ana Marija Bosak, TV Maribor
242. Janez Kroflič
243. Simon Kardum, samostojni novinar
244. Matija Gorjan, samostojni novinar
245. Petra Vidrih, Primorske novice
246. Davorin Koron, Primorske novice
247. Tomo Šajn, Primorske novice
248. Leo Caharija, Primorske novince
249. Igor Mljač, Primorske novice
250. Alenka Penjak, Primorske novice
251. Jana Krebelj, Primorske novice
252. Tina Čič, Primorske novice
253. Alenka Ožbolt, Primorske novice
254. Ilona Dolenc, Primorske novice
255. Vesna Humar, Primorske novice
256. Vida Petrovčič, TV Slovenija
257. Barbra Jermann, TV Slovenija
258. Miro Štebe, TV Slovenija
259. Novica Mihajlovič, Finance
260. Cveta Potočnik, Radio Slovenija
261. Tomaž Celestina, Radio Slovenija
262. Štefan Grah, Radio Slovenija
263. Boris Lenarčič, Radio Slovenija
264. Mojca Širok, TV Slovenija
265. Natalija Muršič, Radio Slovenija
266. Marjan Rogelj, Radio Slovenija
267. Jelena Gačeša, Delo
268. Vida Curk, Radio Slovenija
269. Jela Krečič, Delo
270. Ciril Gale, TV Slovenija
271. Lea Širok, Radio Koper
272. Ingrid Kašca Bucik, Radio Koper
273. Artur Lipovž, Radio Koper
274. Tatjana Gregorič, Radio Koper
275. Edi Prošt, Radio Koper
276. Božo Marinac, Radio Koper
277. Nataša Benčič, Radio Koper
278. Nataša Uršič, Radio Koper
279. Zdenka Tomulič, Radio Koper
280. Irena Cunja, Radio Koper
281. Igor Vidmar, Dolenjski list
282. Tanja Jakše Gazvoda, Dolenjski list
283. Mojca Žnidaršič, Dolenjski list
284. Irena Novak, Dolenjski list
285. Boris Blaic, Dolenjski list
286. Jožica Dorniž, Dolenjski list
287. Breda Dušič Gornik, Dolenjski list
288. Martin Luzar, Dolenjski list
289. Drago Rustja, Dolenjski list
290. Nina Štampohar, samostojni novinar
291. Nataša Pogorevc, Radio Ptuj
292. Bojan Sinič, Tednik Panorama
293. Barbara Leskovar, Žurnal 24
294. Slavica Pičerko Peklar, Večer
295. Anemari Kekec, Radio Ptuj
296. Marija Slodnjak, Radio Ptuj
297. Martin Ozmec, Radio Ptuj
298. Jure Mastnak, Radio Slovenija
299. Tanja Lesničar Pučko, Dnevnik
300. Lidija Pak, Televizija Slovenija
301. Jelena Blagojevič, Radio MARŠ
302. Vesna Lovrec, Radio MARŠ, Vest
303. Jože Kos Grabar
304. Rok Kajzer, Delo
305. Samo Dekleva, Delo
306. Tanja Volf, Radio MARŠ
307. David Šribar, Radio MARŠ
308. Aleksandra Gropevšek, Radio MARŠ, Večer
309. Matjaž Ploj, Radio MARŠ
310. Dragiša Modrinjak, upokojeni novinar
311. Mojca Planšak, Ra.MARŠ, Večer
312. Otmar Klipšteter, upokojeni novinar
313. Karolina Babič, Ra. MARŠ, Dialogi
314. Vesna Rojko, STA
315. Matjaž Horvat, STA
316. Mihael Korsika, STA
317. Mihael Šuštaršič, STA
318. Urška Kristan, STA
319. Katja Svenšek, STA
320. Barbara Dovč, STA
321. Jure Bernard, STA
322. Jure Kos, STA
323. Marko Vukovič, STA
324. Sebastjan Maček, STA
325. Maja Oprešnik, STA
326. Gorazd Jukovič, STA
327. Ela Petrovčič, STA
328. Jaka Dobajk, STA
329. Alenka Vesenjak, STA
330. Nataša Kuhar, Radio Maribor
331. Breda Čepe, Radio Maribor
332. Lidija Vizantin, Radio Maribor
333. Edvard Pukšič, Radio Maribor
334. Irena Kodrič Cizerl, Radio Maribor
335. Vesna Spreitzer, Radio Maribor
336. Matej Štrafela, Radio Maribor
337. Drago Marušič, Radio Maribor
338. Darko Pašek, upokojeni novinar
339. Dejan Rat, Radio Maribor
340. Zoran Milovanovič, Radio Maribor
341. Tatjana Senegačnik, Radio Maribor
342. Stane Kocutar, Radio Maribor
343. Tone Petelinšek, Radio Maribor
344. Vida Toš, Murski Val
345. Ivan Gerenčer, Delo
346. Nataša Brulc Šiftar, Murski Val
347. Lidija Magdič, Murski Val
348. Marjan Dora, Murski Val
349. Bernarda B. Peček, Vestnik
350. Ludvik Kovač, Vestnik
351. Jože Gabor, Vestnik
352. Milan Jerše, Vestnik
353. Jože Graj, Vestnik
354. Nana Rituper Rodež, Vestnik
355. Tomo Koleš, Vestnik
356. Andrej Bedek, Vestnik
357. Jože Pojbič, Delo
358. Boris Cipot,
359. Majda Horvat, Vestnik
360. Silva Berki, RTVS, MMR Lendava
361. Eva Bukovec, RTVS, MMR Lendava
362. Agnes Tatrai, RTVS, MMR Lendava
363. Suzana Časar Šimon, RTVS, MMR Lendava
364. Klara Jobbagy, RTVS, MMR Lendava
365. Elizabeta Markovič Toplak, RTVS, MMR Lendava
366. Edit Gonc, RTVS, MMR Lendava
367. Agnes Horvath, RTVS, MMR Lendava
368. Helena Feher, RTVS, MMR Lendava
369. Ildiko Kovačič, RTVS, MMR Lendava
370. Szilva Roszman, RTVS, MMR Lendava
371. Borut Šantak, RTVS, MMR Lendava
372. Eva Lorincz, RTVS, MMR Lendava
373. Irena Matko Lukan, Ciciban, Cicido
374. Alenka Veler, Ciciban, Cicido
375. Meta Tavčar, Reader’s Digest /Slo.
376. Slavica Remškar, Ciciban, Cicido
377. Tihana Kurtin, Poliglot
378. Zarja Koliševsk,a Plus
379. Jana Zirkel Bach, Plus
380. Boris Bogataj, MK-Založba revij
381. Urška Kaloper, Plus
382. Anja Leskovar, GEA
383. Urška Skvarča, Cici- Zabavnik
384. Katja Stergar, PIL
385. Maja Bajželj, Moj Planet
386. Jasna Merc, Moj Planet
387. Lidija Kosi, Radio Slovenija
388. Silva Eory, Radio Murski Val
389. Marjan Maučec, POP TV
390. Bojan Peček, TV Slovenija
391. Cirila Sever, TV Slovenija
392. Nataša Gider, Večer
393. Rado Božičnik, TV Slovenija
394. Boris Kralj, Radio Koper
395. Peter Petrovčič, Mladina
396. Miha Štamcar, Mladina
397. Matjaž Klančar, Mladina
398. Gregor Cerar, Mladina
399. Deja Crnovič, Mladina
400. Sebastjan Ozmec, Mladina
401. Aleksander Mičič, Mladina
402. Vito Avguštin, Dnevnik
403. Milena Ule, Dnevnik
404. Tomaž Bukovec,  Nedeljski Dnevnik
405. Suzana Rankov, Dnevnik
406. Sebastjan Morozov, Dnevnik
407. Mirko Štular, Radio Slovenija
408. Miha Švalj, Radio Slo./Val 202
409. Gojko Bervar, Radio Slovenija
410. Boštjan Bogataj, Gorenjski Glas
411. Ana Hartman, samostojni novinar
412. Danica Zavrl Žlebir, Gorenjski Glas
413. Primož Knez, Dnevnik
414. Aljana Jocif, Radio Slovenija
415. Mateja Gruden, Delo
416. Mateja Železnikar, Radio Slovenija
417. Katja Lenart, Vest.si
418. Alenka Sivka, Stop
419. Marjana Vovk, Stop
420. Irena Knez, Stop
421. Martin Senica, Stop
422. Melita Berzelak, Jana
423. Bernarda Jeklin
424. Jure Eržen, Delo
425. Matjaž Štirn, Radio Študent
426. Boštjan Andjelković, Radio Študent
427. David Verbuč, Radio Študent
428. Božidar Plesnik, Radio Študent
429. Igor Modic, Delo
430. Blaž Samec, Delo
431. Mateja Babič, Delo
432. Jure Aleksič, Mladina
433. Nada Mavrič,  Nedeljski Dnevnik
434. Marjana Vončina,  Nedeljski Dnevnik
435. Boris Lenič, Dnevnik
436. Sašo Mlač, Beta, Onasa
437. Borut Čontala, Slovenske novice
438. Tadeja Zupan Arsov
439. Zoran Potič, Večer
440. Domen Grogl, STA
441. Tjaša Škamperle, Radio Koper
442. Franček Kavčič, samostojni novinar
443. Marjeta Verbič, samostojna novinarka
444. Sonja Merljak Zdovc, Delo
445. Luna J. Šribar, Kralji ulice
446. Maruša Bertoncelj, Radio študent
447. Maš Stanovnik, TV Slovenija
448. Zoran Odič, Svobodna misel
449. Jaka Elikan, Primorske novice
450. Meta Krese, samostojna novinarka
451. Lada Zei, upokojena novinarka
452. Vida Zei, samostojna novinarka
453. Simona Bandur, Delo
454. Nada Ravter, upokojena novinarka
455. Marjan Sedmak, upokojeni novinar
456. Aleksandar Djurič, STA
457. Primož Kavčič, Večer
458. Marjan Lah, TV Slovenija
459. Siniša Gačič, TV Slovenija, Mladina
460. Tina Recek, Večer
461. Miran Lesjak, Dnevnik
462. Mitja Blažič, Radio Slovenija
463. Štefan Kutoš, Radio Slovenija
464. Rajko Dolinšek, Radio Slovenija
465. Aida Kurtovič, Radio Slovenija
466. Špela Bratina, Radio Slovenija
467. Tatjana Popovič, Radio Slovenija
468. Gašper Klarič, Radio Slo/Val 202
469. Luka Jakopin, Radio Slo/Val 202
470. Dare Rupar, Radio Slovenija
471. Bojan Leskovec, Radio Slovenija
472. Vesna Vukovič, Dnevnik
473. Romana Erjavec, Radio Slovenija
474. Marcel Štefančič, Mladina
475. Eva Kobe, TV Slovenija
476. Marjeta Šoštarič, Delo
477. Miloš Ivančič, Radio Koper
478. Maja Cerkovnik, STA
479. Boštjan Močnik, Radio ENA
480. Ivan Botteri, Slobodna Dalmacija, Novi list
481. Erika Repovž, Delo
482. Dare Hriberšek, samostojni novinar
483. Jerca Kos, samostojna novinarka
484. Pavel Perc, Dolenjski list
485. Bojan Bauman, Večer
486. Boštjan Pihler, Mladina
487. Borut Peterlin, Mladina
488. Matej Leskovšek, Mladina
489. Andrej Hofer, TV Slovenija
490. Danilo Utenkar, Delo
491. Zoran Medved, TV Slovenija
492. Vili Vuk, Večer
493. Simona Špindler, Murski val
494. Sebastijan Rous, Murski val
495. Bojan Rajk, samostojni novinar
496. Liana Buršič, Radio Slovenija
497. Lucija Fatur, Radio Slovenija
498. Nataša Lang, Radio Slovenija
499. Boštjan Janežič, Radio Slovenija
500. Glorija Marinovič, 7 dni
501. Mirko Lorenci, Večer
502. Mirko Munda, Večer
503. Janja Koren, TV Slovenija
504. Jana Zupančič, Nedelo
505. Boris Kutin
506. Miša Sovdat, upokojena novinarka
507. Dean Jelačin, TV Koper
508. Tomaž Švagelj
509. Anja Golob, gledališka kritičarka
510. Stojan Spetič, novinar v Italiji
511. Robert Škrlj, Primorske novice
512. Maksimiljana Ipavec, Primorske novice
513. Tina Milostnik Valenčič, Primorske novice
514. Tomo Šajn, Primorske novice
515. Igor Tavčar, Primorske novice
516. Mitja Marussig, Primorske novice
517. Miša Molk, TV Slovenija
518. Jasna Tepina, TV Slovenija
519. Darja Lojen, Štajerski val
520. Milka Dobravc, Štajerski val
521. Marjan Toš, Radio MB, Lovec
522. Brigita Rovšek, Radio Slovenija
523. Zlatka Strgar, Dnevnik
524. Marjan Remic, upokojeni novinar
525. Janez Temlin, samostojni novinar
526. Zmago Šalamun, Radio Tednik Ptuj
527. Monika Rijavec, samostojna novinarka
528. Zdenka Jagarinec, POP TV
529. Majda Santin Bažec, samostojna novinarka
530. Arden Stancich, TV Koper
531. Jasna Kontler Salamon, Delo
532. Nevenka Čurin, samostojna novinarka
533. Tomaž Klipšteter, Dnevnik
534. Majda Vukelič, Delo
535. Tanja Kremžar, Večer
536. Matjaž Zajec, TV Slovenija
537. Anka Dugorepec, Delo, ex Info TV
538. Matjaž Vizjak
539. Zoran Ličen, Tele 59, RTS
540. Vasja Ocvirk, samostojni novinar
541. Lidija Jež, samostojna novinarka
542. Nace Novak, Novi glas, Primorski Dnevnik
543. Vlado Podgoršek, upokojeni novinar
544. Silva Čeh, Delo
545. Katarina Fidermuc, Delo
546. Natalija Gorščak, TV Slovenija
547. Živa Brecelj, samostojna novinarka
548. Tomaž Karat, RTV Slovenija
549. Gabrijela Milošič, RTV Slovenija
550. Saša Krajnc, RTV Slovenija
551. Ana Hajšek Bučar, RTV Slovenija
552. Matej Korošec, RTV Slovenija
553. Tatjana Kren Hlebič, RTV Slovenija
554. Dragica Vujanovič, RTV Slovenija
555. Irena Bedrač, RTV Slovenija
556. Zoran Medved, RTV Slovenija
557. Simona Kopinšek, RTV Slovenija
558. Irma Ferlinc Guzelj, RTV Slovenija
559. Simon Šparavec, RTV Slovenija
560. Nina Cverlin, RTV Slovenija
561. Ema Staubar, RTV Slovenija
562. Andrej Geržina, RTV Slovenija
563. Saško Jazbec, RTV Slovenija
564. Drago Soršak, RTV Slovenija
565. Ivo Kores, RTV Slovenija
566. Andreja Rednak, Finance
567. Darja Tibaot Ciringer, TV Slovenija
568. Rajka Pupovac, TV Slovenija
569. Ilinka Todorovski, Finance
570. Marjan Šrimpf, TV Slovenija
571. Polona Fijavž, TV Slovenija